# Ротарі (Прахова)
Ротарі (рум. Rotari) — село у повіті Прахова в Румунії. Входить до складу комуни Чептура.
Село розташоване на відстані 70 км на північ від Бухареста, 24 км на північний схід від Плоєшті, 142 км на захід від Галаца, 85 км на південний схід від Брашова.

## Населення
За даними перепису населення 2002 року у селі проживали 897 осіб, з них 896 осіб (99,9%) румунів. Рідною мовою 896 осіб (99,9%) назвали румунську.